# Hosea (inkhundla)
Hosea – inkhundla w dystrykcie Shiselweni w Królestwie Eswatini.
Według spisu powszechnego ludności z 2007 roku, Hosea miała powierzchnię 275 km² i zamieszkiwało ją 19 608 mieszkańców. Dzieci i młodzież w wieku do 14 lat stanowiły ponad połowę populacji (10 392 osoby). W całym inkhundla znajdowało się wówczas dziewięć szkół podstawowych i dwie placówki medyczne.
W 2007 roku Hosea dzieliła się na sześć imiphakatsi: Ka-Hhohho Emva, Ludzakeni/Kaliba, Lushini, Manyiseni, Nsingizini i Ondiyaneni. W 2020 roku Hosea składała się z siedmiu imiphakatsi: Bufaneni, Hhohho Emuva, Ludzakeni/Kaliba, Lushini, Manyiseni, Nsingizini i Ondiyaneni. Przedstawicielem inkhundla w Izbie Zgromadzeń Eswatini był wówczas Bacede Mabuza.